# Гогенцоллерн-Хайгерлох
Гогенцоллерн-Хайгерлох (нем. Hohenzollern-Haigerloch) — монархия (историческое государство), графство с центром в Хайгерлохе, существовавшее в 1576—1767 годах, в Священной римской империи, на западе Швабского Альба.
Графство принадлежало старшей линии швабской ветви Гогенцоллернов.
В отличие от бранденбургских Гогенцоллернов, швабские ветви рода (Гогенцоллерн-Зигмарингены, Гогенцоллерн-Хайгерлохи, Гогенцоллерн-Гехингены) оставались католиками.
Графство Гогенцоллерн-Хайгерлох было создано в 1576 году после смерти графа Карла I Гогенцоллерна, когда графство Цоллерн было разделено между его тремя сыновьями (годы):
- Эйтель Фридрих IV Гогенцоллерн-Гехинген (1545—1605)
- Карл II Гогенцоллерн-Зигмаринген (1547—1606)
- Кристоф Гогенцоллерн-Хайгерлох (1552—1592)

Все эти графства были расположены на юго-западе современной Германии и являлись ленами Священной Римской империи. В настоящее время их территория является частью современной немецкой земли Баден-Вюртемберг. Замки Гехинген, Зигмаринген и Хайгерлох были столицами одноименных графств.

## Правители графства (1576—1767)
- Кристоф Гогенцоллерн-Хайгерлох (1575—1601)
- Иоганн Кристоф Гогенцоллерн-Хайгерлох (1601—1620)
- Карл Гогенцоллерн-Хайгерлох (1620—1634)

В 1634—1681 годах графство находилось в составе княжества Гогенцоллерн-Зигмаринген.
- Франц Антон Гогенцоллерн-Хайгерлох (1681—1702)
- Фердинанд Леопольд Гогенцоллерн-Хайгерлох (1702—1750)
- Франц Антон Кристоф Гогенцоллерн-Хайгерлох (1750—1767)

В 1767 году после смерти последнего из упомянутых правителей графство Гогенцоллерн-Хайгерлох окончательно вошло в состав княжества Гогенцоллерн-Зигмаринген.